# Remo nos Jogos Olímpicos de Verão de 1904
O remo nos Jogos Olímpicos de Verão de 1904 foi realizado em Saint Louis, Estados Unidos. A grande maioria dos competidores eram estadunidenses a exceção da equipe canadense de oito com.

## Skiff simples
| Pos.   | País           | Atletas         |
| ------ | -------------- | --------------- |
| Ouro   | Estados Unidos | Frank Greer     |
| Prata  | Estados Unidos | James Juvenal   |
| Bronze | Estados Unidos | Constance Titus |

| Resultado final |                     |              |
| 1.              | USA Frank Greer     | 10:08.5      |
| 2.              | USA James Juvenal   | desconhecido |
| 3.              | USA Constance Titus | desconhecido |
| 4.              | USA David Duffield  | desconhecido |

## Skiff duplo
| Pos.   | País           | Atletas                     |
| ------ | -------------- | --------------------------- |
| Ouro   | Estados Unidos | John Mulcahy William Varley |
| Prata  | Estados Unidos | Jamie McLoughlin John Hoben |
| Bronze | Estados Unidos | Joseph Ravanack John Wells  |

| Resultado final |                                   |              |
| 1.              | USA John Mulcahy e William Varley | 10:03.2      |
| 2.              | USA Jamie McLoughlin e John Hoben | desconhecido |
| 3.              | USA Joseph Ravanack e John Wells  | desconhecido |

## Dois sem
| Pos.   | País           | Atletas                     |
| ------ | -------------- | --------------------------- |
| Ouro   | Estados Unidos | Robert Farnam Joseph Ryan   |
| Prata  | Estados Unidos | John Mulcahy William Varley |
| Bronze | Estados Unidos | John Joachim Joseph Buerger |

| Resultado final |                                   |              |
| 1.              | USA Robert Farnam e Joseph Ryan   | 10:57.0      |
| 2.              | USA John Mulcahy e William Varley | desconhecido |
| 3.              | USA John Joachim e Joseph Buerger | desconhecido |

## Quatro sem
| Pos.   | País           | Atletas                                                      |
| ------ | -------------- | ------------------------------------------------------------ |
| Ouro   | Estados Unidos | Arthur Stockhoff August Erker George Dietz Albert Nasse      |
| Prata  | Estados Unidos | Frederck Suerig Martin Fromanack Charles Aman Michael Begley |
| Bronze | Estados Unidos | Gustav Voerg John Freitag Louis Helm Frank Dummerth          |

| Resultado final |                                                                      |              |
| 1.              | USA Arthur Stockhoff, August Erker, George Dietz e Albert Nasse      | 9:05.8       |
| 2.              | USA Frederck Suerig, Martin Fromanack, Charles Aman e Michael Begley | desconhecido |
| 3.              | USA Gustav Voerg, John Freitag, Louis Helm e Frank Dummerth          | desconhecido |

## Oito com
| Ouro | Prata | Bronze |
| Estados Unidos Frederick Cresser Michael Gleason Frank Schell James Flanagan Charles Armstrong Harry Lott Joseph Dempsey John Exley Louis Abell | Canadá A.B. Bailey William Rice George Reiffenstein Phil Boyd George Strange William Wadsworth Donald MacKenzie Joseph Wright Thomas Loudon | nenhum |

| Resultado final | |              |
| 1.              | USA Frederick Cresser, Michael Gleason, Frank Schell, James Flanagan, Charles Armstrong, Harry Lott, Joseph Dempsey, John Exley, Louis Abell     | 7:50.0       |
| 2.              | CAN A.B. Bailey, William Rice, George Reiffenstein, Phil Boyd, George Strange, William Wadsworth, Donald MacKenzie, Joseph Wright, Thomas Loudon | desconhecido |

## Quadro de medalhas do remo
| Ordem | País               | Medalha de ouro | Medalha de prata | Medalha de bronze |    |
| ----- | ------------------ | --------------- | ---------------- | ----------------- | -- |
| 1     | USA Estados Unidos | 5               | 4                | 4                 | 13 |
| 2     | CAN Canadá         |                 | 1                |                   | 1  |